# مايك غلوفر (ملاكم)
مايك غلوفر (بالإنجليزية: Mike Glover)‏ مواليد 18 ديسمبر 1890 في لورانس - الوفاة 11 يوليو 1917 في ميدلبورو، كان ملاكم محترف أمريكي صنّف ضمن فئة وزن الوسط.

## إحصائيات
خاض خلال مسيرته 93 نزالا، فاز في 62 وتعادل في 15 وخسر في 15. فاز بالضربة القاضية في 16 نزالا.

## روابط خارجية
- مايك غلوفر على موقع بوكس ريك (الإنجليزية) (registration required)